# Ricaurte (kommun i Colombia, Nariño, lat 1,17, long -78,17)
Ricaurte är en kommun i Colombia.   Den ligger i departementet Nariño, i den sydvästra delen av landet, 600 km sydväst om huvudstaden Bogotá. Antalet invånare är 14 904.